# Tapia de la Ribera
Tapia de la Ribera és una localitat del municipi de Rioseco de Tapia, a la província de Lleó, dins de la comunitat autònoma de Castella i Lleó. Està situat a la zona del Valle del Luna.
Les festes patronals en honor de Sant Mateu se celebren el dia 21 de setembre. Algunes de les atraccions en aquestes festes són el campionat de tute popular i el concurs de disfresses.

## Galeria fotogràfica

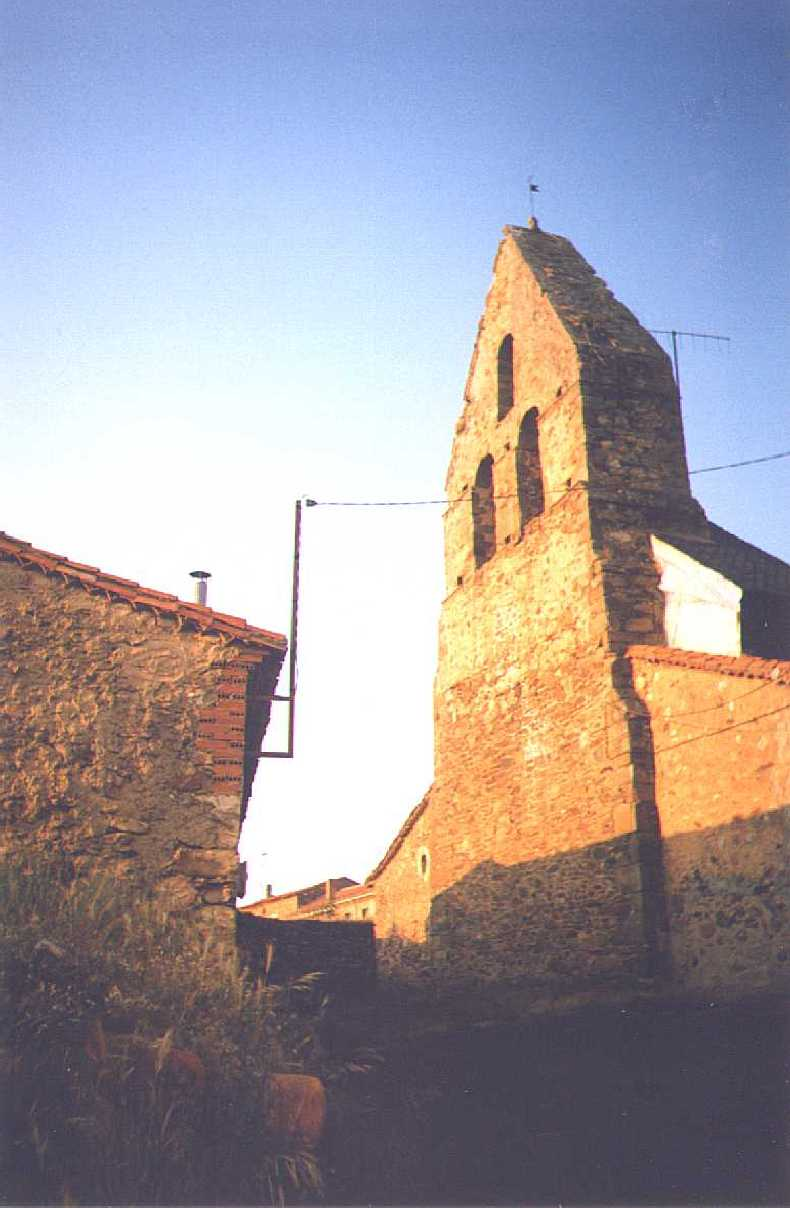
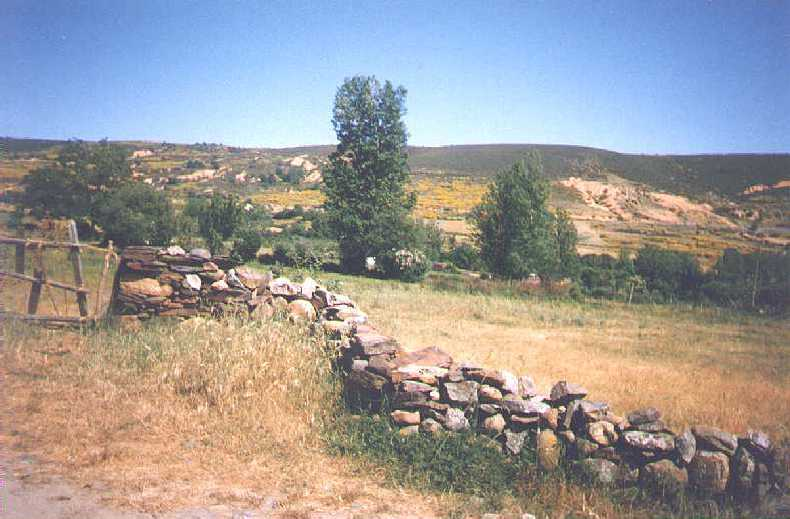